# Exocentrus tectonae
Exocentrus tectonae là một loài bọ cánh cứng trong họ Cerambycidae.